# 과테말라계 멕시코인
멕시코에는 대규모의 과테말라 디아스포라가 존재한다. 2010년 인구 조사에 따르면 멕시코에 거주하는 과테말라 시민은 35,322명이었으며, 2000년의 23,957명에서 증가했다.

## 이주 역사

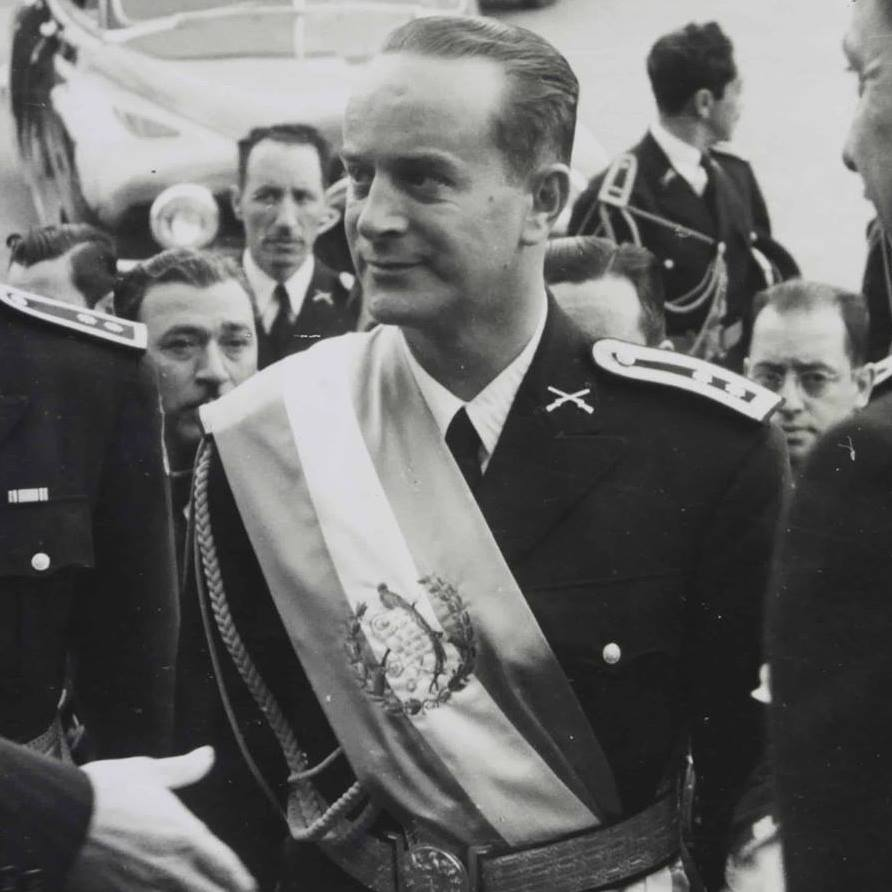
제25대 과테말라 대통령인 하코보 아르벤스는 CIA가 지원한 1954년 과테말라 쿠데타 이후 망명하여 1971년 멕시코시티에서 사망했다.

멕시코에는 적어도 1895년부터 과테말라인들이 거주해왔으며, 당시 전국 인구 조사에서는 14,004명이 집계되었으나, 1900년에는 5,820명으로 줄었다. 파괴적인 과테말라 내전으로 인해 많은 과테말라인들이 난민으로 멕시코에 입국할 수 있었다. 일부는 일시적으로만 머물렀지만, 다른 일부는 이 나라에 정착했다. 최근에는 많은 과테말라인들이 미국보다는 멕시코로 이주하고 있다. 대부분은 가족과 연락을 유지하기 위해 과테말라-멕시코 국경 주에 정착하지만, 많은 이들이 이미 대규모 공동체가 존재하는 멕시코시티로 이동하며, 일부는 미국 국경 도시에 과테말라계 미국인 공동체가 존재하고 친척이 미국에 있기 때문에 바하 칼리포르니아와 미국-멕시코 국경 주에 정착하기도 한다. 두 나라는 스페인어를 공유하며, 역사적 기원도 같다(스페인 제국의 일부였다).

## 저명한 과테말라계 멕시코인
- 안토니오 로페스
- 카를로스 메리다
- 루이스 카르도사 이 아라곤
- 루비오 루빈
- 카를로스 솔로르사노
- 엑토르 산다르티
- 아르켈레스 벨라

## 같이 보기
- 과테말라-멕시코 관계